# Resele
Resele är kyrkbyn i Resele socken som ligger på båda sidor om Ångermanälven i Sollefteå kommun. SCB har från 2010 för bebyggelsen i byn och dess grannby i väster avgränsat en småort namnsatt till  Resele och Myre. 

## Service
I Resele finns grundskola F-6, en lanthandel, en bensinpump som ägs av byborna, restaurang Myregården, en stugby och konferensanläggningen Tängstahallen.

## Föreningsliv
I Resele finns bland annat byalag, hembygdsförening, spelmanslag, skoterklubb och idrottsföreningen Resele IF.

## Riksintresse

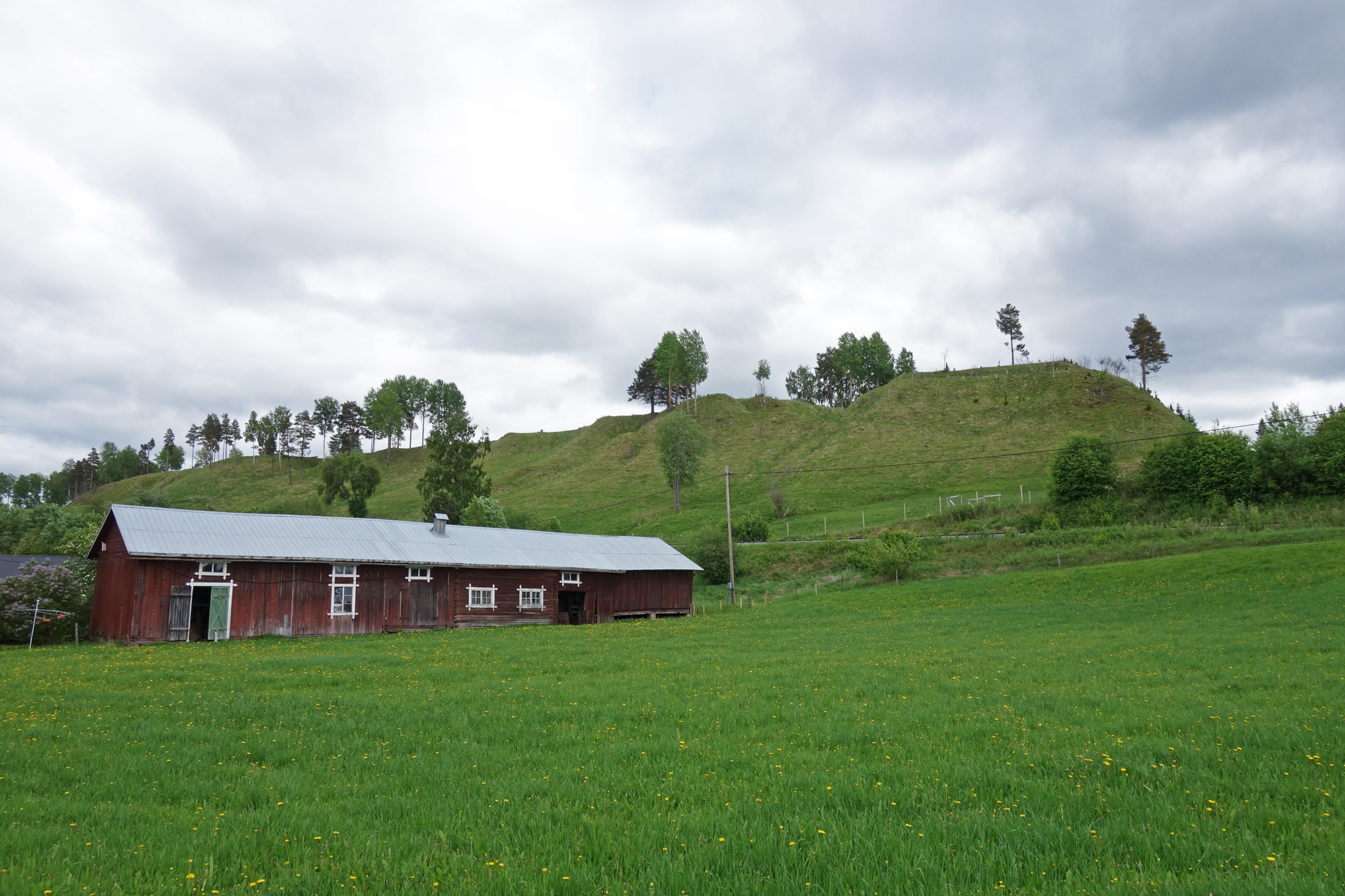
Betesmarker på nipor i Tängsta by söder om älven.

Inom Resele och grannbyarna Höven, Myre, Tängsta och Sorte finns ett särpräglat kulturlandskap på de nipor som bildats av Ångermanälvens erosion i äldre älvsediment. Omkring 900 hektar har klassats som riksintresse för naturvården under namnet Resele nipravinlandskap. Inom området finns drygt 30 hektar naturbetesmarker med värdefull flora. Bland arterna kan nämnas sandnarv, rysk drakblomma, låsbräken, revfibbla och backruta.

## Plats i kulturen
Filmen Skräcken har 1000 ögon spelades delvis in vid prästgården i Resele.